# Celamodes rufotincta
Celamodes rufotincta là một loài bướm đêm thuộc phân họ Arctiinae, họ Erebidae.